# Juan Antonio Rehbein
Juan Antonio Rehbein Monsalve (Puerto Varas, Chile, 22 de enero de 1967) es un jinete chileno de rodeo. Fue campeón nacional de Chile junto a su hijo Bruno, después de ganar el Campeonato Nacional de Rodeo de 2017. Se convirtieron en la segunda collera compuesta por un padre e hijo en ser campeones y los primeros del siglo XXI.

## Campeonatos nacionales
| Año  | Collera       | Caballos               | Puntaje | Asociación |
| ---- | ------------- | ---------------------- | ------- | ---------- |
| 2017 | Bruno Rehbein | "Buen Tipo" y "Onofre" | 40      | Llanquihue |